# Anolis limon
Anolis limon — вид ігуаноподібних ящірок родини анолісових (Dactyloidae). Ендемік Колумбії.

## Поширення і екологія
Anolis limon відомі з кількох місцевостей, розташованих на північнно-східних схилах Центрального хребта Колумбійських Анд в департаменті Антіокія на північному заході Колумбії. Вони живуть у вологих тропічних лісах, у вторинних лісах та на узліссях, поблизу струмків і ставків. Зустрічаються на висоті від 1000 до 1800 м над рівнем моря.